# Альва, Мария Антониета
Мария Антониета Альва (род. 7 марта 1985, Лима, Перу) — перуанский государственный деятель, экономистка, министр экономики и финансов Перу с 3 октября 2019 года до 9 ноября 2020 года.

## Биография
Мария родилась в Лиме, в семье строительного инженера Хорхе Элиаса Альвы Уртадо, нынешнего ректора Национального инженерного университета, и Марии Антониеты Луперди Брито. Обучалась в католическом колледже Вилла-Мария, в районе Мирафлорес. Поступила в Тихоокеанский университет в Лиме, где являлась президентом студенческого центра. В 2008 году выпустилась степенью бакалавра экономики. В дальнейшем получила степень магистра в области государственного управления в Школе управления им. Джона Ф. Кеннеди, в которую она поступила при получения стипендии Фулбрайта и Мэри Джо Бэйн.

## Карьера
Она также работает преподавателем на факультете административных наук в Университет Сан-Маркос.

### Министерство экономики и финансов Перу
После роспуска Республиканского Конгресса президентом Мартином Вискаррой, 3 октября 2019 года была избранна в Совет министров Висенте Себальоса.
В феврале 2020 председатель государственной нефтяной компании Петроперу — уволился после обнародования аудиозаписи телефонного разговора богатым на ругательства: называя Альву шлюхой, за то, что она не санкционировала финансирование в размере 1,5 миллиарда долларов. Несколько дней спустя группа студентов университета развесила над 18 баннеров над дорожными мостами в поддержку её позиции.